# اقتصاد کینزی نو
اقتصاد کینزی نو (انگلیسی: New Keynesian economics) یک مکتب معاصر اقتصاد کلان است که برای اقتصاد کینزی بنیان‌های اقتصاد کلانی فراهم می‌کند. این نظریه تا حدی به عنوان پاسخی به نقدهای اقتصاد کلان کینزی از سوی باورمندان به اقتصاد کلان کلاسیک نو توسعه پیدا کرد.
دو فرض اصلی رویکرد کینزی نو به اقتصاد کلان را تعریف می‌کنند. همچون رویکرد کلاسیک نو، تحلیل اقتصاد کلان کینزی نو، معمولاً فرض می‌کند که خانوارها و شرکت‌ها دارای انتظارات بخردانه هستند؛ ولی این دو مکتب در این مسئله متفاوتند که تحلیل کینزی نو معمولاً شکست‌های بازار گوناگونی را فرض می‌کند. به‌طور خاص، کینزی‌های نو فرض می‌کنند که imperfect competition در قیمت‌ها و دستمزدها وجود دارد تا بشود توضیح داد چرا قیمت‌ها و دستمزدها می‌توانند «چسبناک» شوند، به این معنا که نمی‌توانند به‌طور آنی با تغییر شرایط اقتصادی سازگار شوند. چسبناکی دستمزد و قیمت، و دیگر شکست‌های بازار در مدل‌های کینزی نو، تأیید می‌کنند که اقتصاد ممکن است به منظور رسیدن به اشتغال کامل شکست بخورد؛ بنابراین کینزی‌های نو استدلال می‌کنند که پایدارسازی اقتصاد کلان توسط دولت (با استفاده از سیاست مالی) یا توسط بانک مرکزی (با استفاده از سیاست پولی) می‌تواند منجر به نتیجه اقتصاد کلانی پارتو کاراتری از یک سیاست لسه فر شود.